# Mariane Amaro
Pour les articles homonymes, voir Amaro.
Mariane Amaro (née le 17 septembre 1993 à Montmorency) est une footballeuse franco-portugaise, qui joue actuellement (2019) pour l'US Orléans dans la Division 2 féminine et a porté le maillot de l'équipe portugaise de football féminin.

## Biographie
Elle commence le football à l’âge de six ans au sein de l’Etoile Sportive de Saint Prix. Elle y joue en mixité avec les garçons jusqu’à l’âge de 14 ans, pour ensuite partir en équipe féminine au FC Domont, équipe dans laquelle elle évolue pendant trois ans.
Elle quitte le FC Domont pour le Paris SG. La première année elle joue avec l’équipe réserve pour ensuite, lors de la création du Championnat U19 National, intégrer cette équipe dans laquelle elle évolue pendant deux ans. Sa quatrième année à Paris a coïncidé avec l’arrivée de QSI et d’une nouvelle équipe technique, qui lui propose d’intégrer le groupe professionnel. Au cours de cette année avec le groupe pro, elle ne se sent pas épanouie et quitte le club parisien à la fin de la saison.
Durant la saison 2014-2015, elle se blesse au genou ce qui l'écarte des terrains pendant 14 mois. En juillet 2017, elle signe un contrat avec le club finistérien du Stade brestois 29. Après deux saisons passées au sein du club breton, et malgré le brassard de capitaine qu'elle a arboré durant la dernière, le bilan est mitigé, ce qui fait qu'en mai 2019, elle signe pour une saison avec le club de deuxième division, l'US Orléans.

## Statistiques

### En club
| Saison                | Club                  | Championnat           | Championnat | Championnat | Coupe(s) nationale(s) | Coupe(s) nationale(s) | Compétition(s) continentale(s) | Compétition(s) continentale(s) | Compétition(s) continentale(s) | Sélection | Sélection | Sélection | Total | Total |
| Saison                | Club                  | Division              | M.          | B.          | M.                    | B.                    | Comp.                          | M.                             | B.                             | Équipe    | M.        | B.        | M.    | B.    |
| 2011-2012             | Paris SG              | Division 1            | 2           | 0           | 0                     | 0                     | -                              | 0                              | 0                              | U19       | 12        | 0         | 14    | 0     |
| 2012-2013             | Paris SG              | Division 1            | 3           | 0           | 1                     | 0                     | -                              | 0                              | 0                              | A         | 9         | 0         | 13    | 0     |
| Sous-total            | Sous-total            | Sous-total            | 5           | 0           | 1                     | 0                     | -                              | 0                              | 0                              | -         | 21        | 0         | 27    | 0     |
| 2013-2014             | VGA Saint-Maur        | Division 2 G.B        | 21          | 0           | 0                     | 0                     | -                              | 0                              | 0                              | A         | 5         | 0         | 26    | 0     |
| 2014-2015             | VGA Saint-Maur        | Division 2 G.A        | 2           | 0           | 0                     | 0                     | -                              | 0                              | 0                              | -         | 0         | 0         | 2     | 0     |
| 2015-2016             | VGA Saint-Maur        | Division 1            | 14          | 0           | 4                     | 0                     | -                              | 0                              | 0                              | -         | 0         | 0         | 18    | 0     |
| 2016-2017             | VGA Saint-Maur        | Division 2 G.A        | 21          | 0           | 1                     | 0                     | -                              | 0                              | 0                              | -         | 0         | 0         | 22    | 0     |
| Sous-total            | Sous-total            | Sous-total            | 58          | 0           | 5                     | 0                     | -                              | 0                              | 0                              | -         | 5         | 0         | 68    | 0     |
| 2017-2018             | Stade brestois 29     | Division 2 G.A        | 20          | 2           | 5                     | 0                     | -                              | 0                              | 0                              | -         | 0         | 0         | 25    | 2     |
| 2018-2019             | Stade brestois 29     | Division 2 G.A        | 22          | 1           | 0                     | 0                     | -                              | 0                              | 0                              | -         | 0         | 0         | 22    | 1     |
| Sous-total            | Sous-total            | Sous-total            | 42          | 3           | 3                     | 0                     | -                              | 0                              | 0                              | -         | 0         | 0         | 45    | 3     |
| 2019-2020             | US Orléans            | Division 2 G.A        | 16          | 2           | 3                     | 0                     | -                              | 0                              | 0                              | -         | 0         | 0         | 19    | 2     |
| 2020-2021             | US Orléans            | Division 2 G.A        | 6           | 0           | 0                     | 0                     | -                              | 0                              | 0                              | -         | 0         | 0         | 6     | 0     |
| Sous-total            | Sous-total            | Sous-total            | 22          | 2           | 3                     | 0                     | -                              | 0                              | 0                              | -         | 0         | 0         | 25    | 2     |
| Total sur la carrière | Total sur la carrière | Total sur la carrière | 127         | 5           | 12                    | 0                     | -                              | 0                              | 0                              |           | 26        | 0         | 165   | 5     |

Statistiques actualisées le 1er janvier 2021

### En sélection nationale
Alors qu'elle joue au FC Domont, l’entraîneur national de l’époque, Mónica Jorge, la contacte et c’est ainsi qu’à 16 ans elle intègre la sélection U-19. Elle participe, avec ce même maillot au championnat d'Europe 2012 en Turquie. Entre 2009 et 2012, elle dispute 26 rencontres avec les U19, inscrivant aucun but.
Elle dispute son premier match en A, le 20 août 2010, où la sélection lusophone rencontre l'équipe d'Arménie, en remplacement de Lissette Brandão à la 70e minute. En 2014 Francisco Neto l'appelle à rejoindre le groupe portugais, afin de disputer l'Algarve Cup 2014, elle y dispute, ce qui est à ce jour son dernier match avec le maillot portugais (Autriche 2 - 1 Portugal).
| Matches officiels de Mariane Amaro en sélections portugaises au 18 novembre 2019 | Matches officiels de Mariane Amaro en sélections portugaises au 18 novembre 2019 | Matches officiels de Mariane Amaro en sélections portugaises au 18 novembre 2019 | Matches officiels de Mariane Amaro en sélections portugaises au 18 novembre 2019 | Matches officiels de Mariane Amaro en sélections portugaises au 18 novembre 2019 |
| Club                                                                             | V.                                                                               | N.                                                                               | D.                                                                               | Buts                                                                             |
| -------------------------------------------------------------------------------- | -------------------------------------------------------------------------------- | -------------------------------------------------------------------------------- | -------------------------------------------------------------------------------- | -------------------------------------------------------------------------------- |
| Portugal U19 (26 matchs: 60,47 %)                                                | 10 (38,46 %)                                                                     | 5 (19,23 %)                                                                      | 11 (42,31 %)                                                                     | 0 (0 %)                                                                          |
| Portugal A (17 matchs: 39,53 %)                                                  | 5 (29,41 %)                                                                      | 2 (11,76 %)                                                                      | 10 (58,82 %)                                                                     | 0 (0 %)                                                                          |
| Total (Incomplet)                                                                | 15 (34,88 %)                                                                     | 7 (16,28 %)                                                                      | 21 (48,83 %)                                                                     | 0                                                                                |

## Palmarès

### Avec leParis SG
- Vice-championne de la Division 1 en 2012-2013

### Avec leVGA Saint-Maur
- Championne de la Division 2 en 2014-2015
- Vainqueur du Groupe A de D2 en 2014-2015
- Vice-championne du Groupe B de D2 en 2013-2014